# Alive (manga)
Pour les articles homonymes, voir Alive.
Alive est un manga de Tsutomu Takahashi.

## Histoire
Deux condamnés à mort reçoivent une proposition singulière : on supprimera leur peine s'ils acceptent de se soumettre à une étrange expérience. Ils acceptent et se retrouvent dans une pièce totalement hermétique. Peu après, une paroi s'ouvre et laisse apparaître une étrange et superbe jeune femme. Et là, tout bascule. Un mystérieux virus surnaturel ajoutera encore au malaise ambiant… Une incursion dans l'esprit humain et une étude des comportements les plus tortueux...

## Fiche technique
- Mangaka : Tsutomu Takahashi
- Édition japonaise : Shūeisha
  - Nombre de volumes sortis : 1
  - Date de première publication : 1999
  - PG: 18 ans
- Édition française : Génération Comics  (ISBN 2845386176)
  - Nombre de volumes sortis : 1
  - Date de première publication : décembre 2005
  - Format : 18 x 12 cm
  - 140 pages
  - PG: 18 ans